# Приятные хлопоты
«Приятные хлопоты» (англ. Good Trouble) — американский драматический телесериал, который является спин-оффом подростковой драмы Фостеры. Премьера первого сезона из тринадцати серий состоялось в январе 2019 года. Действие сериала происходит спустя некоторое время после событий последнего сезона Фостеров, следуя за сестрами Кэлли (Майя Митчелл) и Марианой (Сиерра Рамирес) Адамс Фостер, когда они переезжают в Лос-Анджелес, чтобы начать самостоятельную жизнь.
Премьера второго сезона состоялась в июне 2019 года, а премьера третьего сезона состоялась в феврале 2021 года. В сентябре 2021 года сериал был продлен на четвёртый сезон, премьера которого состоялась 9 марта 2022. 2 августа 2022 года телесериал был продлен на пятый сезон.
8 декабря 2023 года телеканал Freeform объявил о завершение телесериала после выхода второй половины пятого сезона.

## Синопсис
Это история о сёстрах Калли и Мариане, которые начинают самостоятельную жизнь в Лос-Анджелесе. У них новый дом, новые друзья, новые занятия и новые увлечения. Осваиваясь в непривычной для себя обстановке, девушки сталкиваются с первыми серьёзными проблемами на своём жизненном пути.

## Актёры и персонажи
| Актёр             | Персонаж             | Сезоны    | Сезоны       | Сезоны       | Сезоны    | Сезоны    | Сезоны    | Сезоны    |
| Актёр             | Персонаж             | 1         | 2            | 3            | 4         |           |           |           |
| ----------------- | -------------------- | --------- | ------------ | ------------ | --------- | --------- | --------- | --------- |
| Майя Митчелл      | Келли Адамс Фостер   | Регулярно | Регулярно    | Регулярно    | Гость     | Гость     | Гость     | Гость     |
| Сьерра Рамирес    | Мариана Адамс Фостер | Регулярно | Регулярно    | Регулярно    | Регулярно |           |           |           |
| Зури Аделе        | Малика Уильямс       | Регулярно | Регулярно    | Регулярно    | Регулярно |           |           |           |
| Шерри Кола        | Элис Кван            | Регулярно | Регулярно    | Регулярно    | Регулярно |           |           |           |
| Томми Мартинес    | Гаэль Мартинес       | Регулярно | Регулярно    | Регулярно    | Регулярно |           |           |           |
| Эмма Хантон       | Давина Мосс          | Регулярно | Регулярно    | Регулярно    | Регулярно |           |           |           |
| Джошуа Пенс       | Деннис Купер         | Регулярно | Регулярно    | Регулярно    | Регулярно |           |           |           |
| Бо Мирчофф        | Джейми Хантер        | Регулярно | Регулярно    | Регулярно    | Гость     | Гость     | Гость     | Гость     |
| Присцилла Кинтана | Изабелла Тавес       |           | Периодически | Периодически | Регулярно | Регулярно | Регулярно | Регулярно |
| Брайан Крэйг      | Хоакин Перес         |           |              |              | Регулярно | Регулярно | Регулярно | Регулярно |

## Обзор сезонов
| Сезон | Сезон | Эпизоды | Оригинальная дата показа | Оригинальная дата показа |
| Сезон | Сезон | Эпизоды | Премьера сезона          | Финал сезона             |
| ----- | ----- | ------- | ------------------------ | ------------------------ |
|       | 1     | 13      | 8 января 2019            | 2 апреля 2019            |
|       | 2     | 18      | 18 июня 2019             | 4 марта 2020             |
|       | 3     | 19      | 17 февраля 2021          | 8 сентября 2021          |
|       | 4     | 18      | 9 марта 2022             | 1 сентября 2022          |
|       | 5     | 20      | 16 марта 2023            | 5 марта 2024             |

## Производство

### Разработка
После объявления о завершении сериала Фостеры телеканал Freeform заказала спин-офф сериала на 13 эпизодов с участием Келли Адамс Фостер и Марианы Адамс Фостер, которые получили работу в Лос-Анджелесе. 10 декабря 2018 года стало известно, что Калифорнийская кинокомиссия одобрила налоговые льготы в размере 6,6 миллиона долларов на потенциальный второй сезон, если Freeform решит продлить сериал. 5 февраля 2019 года сериал был продлен на второй сезон, премьера которого состоялась 18 июня 2019. 17 января 2020 года Freeform продлила сериал на третий сезон, премьера которого состоялась в феврале 2021. На 8 сентября 2021 года Freeform продлила сериал на четвёртый сезон, премьера которого состоялась 9 марта 2022.

### Кастинг
11 июня 2018 года Томми Мартинес, Зури Адель, Шерри Кола и Роджер Барт были приглашены на постоянные роли Гаэля, Малики, Элис и судьи Уилсона соответственно. Кроме того, Эмма Хантон и Кен Кирби были приглашены на повторяющиеся роли Дэвии и Бенджамина. 6 ноября 2019 года Шеннон Чан-Кент была приглашена на повторяющуюся роль Руби во втором сезоне. 24 января 2020 года Присцилла Кинтана присоединилась к актёрскому составу второго сезона. 28 января 2021 года Маркус Эмануэль Митчелл и Джейсон Блэр были выбраны на повторяющиеся роли в третьем сезоне. 3 марта 2021 года Кэтрин Хена Ким и Крейг Паркер присоединились к актёрскому составу в качестве постоянных актёров в третьем сезоне. 16 августа 2021 года Оделя Халеви была приглашена на повторяющуюся роль в третьем сезоне. 7 февраля 2022 года Кинтана была повышена до постоянного участника сериала, в то время как Брайан Крейг присоединился к актёрскому составу в качестве нового постоянного участника, а Бубу Стюарт был выбран в качестве постоянного участника четвёртого сезона. 24 февраля 2022 года Ясмин Акер была выбрана на замену Халеви.
Позже Майя Митчелл отказалась от своей роли и должности исполнительного продюсера, чтобы быть со своей семьей в Австралии. Последнее появление её персонажа состоялось во втором эпизоде четвёртого сезона.

### Съемки
Основное производство 1-го сезона началось 11 июня 2018.

## Награды
| Год  | Премия             | Категория                | Номинант         | Результат |       |
| ---- | ------------------ | ------------------------ | ---------------- | --------- | ----- |
| 2019 | Teen Choice Awards | Choice Drama TV Show     | Приятные хлопоты | Номинация | [ 7 ] |
| 2019 | Teen Choice Awards | Choice Drama TV Actress  | Сьерра Рамирес   | Номинация | [ 7 ] |
| 2019 | Teen Choice Awards | Choice Drama TV Actress  | Майя Митчелл     | Номинация | [ 7 ] |
| 2022 | GLAAD Media Awards | Outstanding Drama Series | Приятные хлопоты | Номинация | [ 8 ] |